# Giedrius Titenis
Giedrius Titenis (Anykščiai, 21 luglio 1989) è un ex nuotatore lituano specialista dello stile della rana.

## Biografia
Titenis gareggia abitualmente in tutte le distanze dello stile della rana (50, 100 e 200 metri), riuscendo ad ottenere buoni risultati ovunque, capacità, questa, non molto frequente tra i ranisti.
Ha vinto la medaglia di bronzo ai Campionati mondiali di nuoto 2009 di Roma 2009 nei 200 m rana ed ha partecipato anche ai Campionati mondiali del 2011 e del 2015.
Ha partecipato anche a tre edizioni dei Giochi Olimpici, nel 2008, 2012 e 2016, ottenendo come miglior risultato l'8º posto nei 100 m. rana a Londra 2012.
Ha vinto la medaglia d'argento ai Campionati europei di nuoto in vasca lunga di Berlino 2014 nei 50 m rana e due medaglie di bronzo nella stessa edizione nei 100 m rana e nei 200 m rana.
Ha conquistato, inoltre, altre due medaglie di bronzo europee, una ai Campionati in vasca corta di Netanya 2015 nei 100 m rana e l'altra ai Campionati in vasca lunga di Londra 2016 nei 100 m rana.

## Palmarès
- Mondiali

Roma 2009: bronzo nei 200m rana.
- Europei

Berlino 2014: argento nei 50m rana, bronzo nei 100m rana e nei 200m rana.
Londra 2016: bronzo nei 100m rana.
- Europei in vasca corta

Netanya 2015: bronzo nei 100m rana.
- Universiadi

Belgrado 2009: bronzo nei 200m rana.
Shenzhen 2011: oro nei 100m rana e nei 200m rana.
- Mondiali giovanili

Rio de Janeiro 2006: bronzo nei 200m rana.
- Europei giovanili

Anversa 2007: bronzo nei 100m rana.